# Bad Berka
Bad Berka es una localidad alemana ubicada en el distrito de Weimarer Land, en el estado de Turingia. Fue fundado en 1251 y su población según datos del censo 2010 es de 7.637 habitantes.

## Ciudades hermanadas
- Żabno, Polonia